# Michaelsberg (Pfälzerwald)
Der Michaelsberg ist ein Berg im Mittleren Pfälzerwald.

## Geographie

### Lage
Der Berg liegt auf der Gemarkung der Ortsgemeinde Esthal unmittelbar nordwestlich von deren Siedlungsgebiet. An seinem Südostfuß beginnt die Bebauung in Form der Michelsbergstraße und des Hohlweg. An seinem Nordostfuß entspringt der Esthalbach. Entlang seines Nordwestfußes verläuft der Dreibrunnenbach und anschließend entlang des Westfußes der Breitenbach. Benachbarte Berge sind der Mollenkopf im Norden und der Aschberg im Osten.

### Naturräumliche Zuordnung
1. Großregion 1. Ordnung: Schichtstufenland beiderseits des Oberrheingrabens
2. Großregion 2. Ordnung: Pfälzisch-saarländisches Schichtstufenland
3. Großregion 3. Ordnung: Pfälzerwald
4. Region 4. Ordnung (Haupteinheit): Mittlerer Pfälzerwald
5. Region 5. Ordnung: Tal-Pfälzer-Wald

## Natur
An seinem Westfuß befindet sich mit dem Goldbrunnen ein Naturdenkmal.

## Tourismus
Entlang seines Osthanges verläuft der mit dem weiß-roten Balken gekennzeichnete Wanderweg, der eine Verbindung mit Kaiserslautern sowie Neustadt an der Weinstraße und Speyer herstellt.

## Verkehr
Entlang des Südosthanges verläuft die Kreisstraße 23.